# 琵琶島

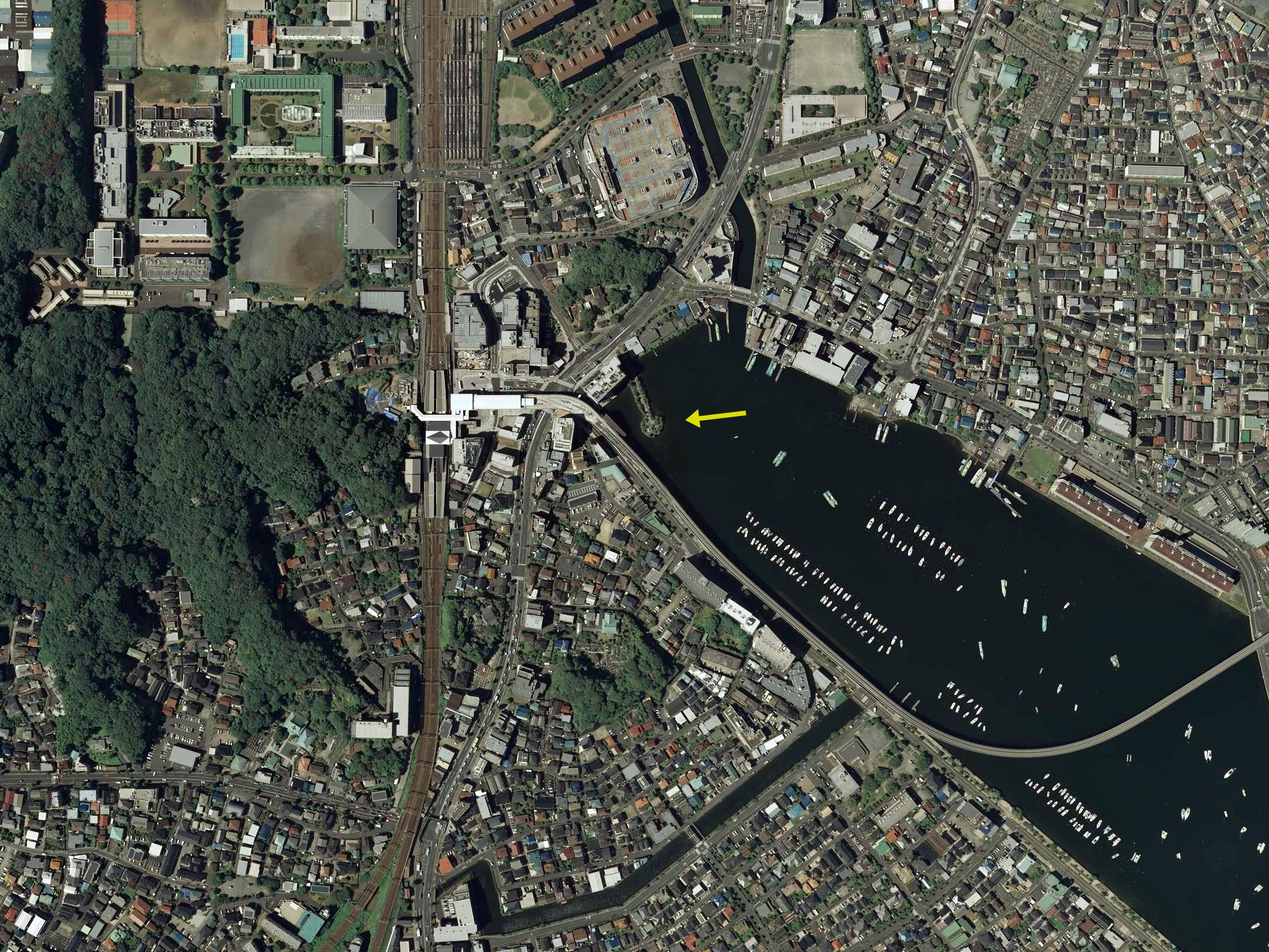
琵琶島や金沢八景駅周辺の空中写真（2019年）
矢印で島の位置を表示。

琵琶島（びわじま）は横浜市金沢区瀬戸の平潟湾に浮かぶ琵琶の形をしていたと伝わる周囲60メートルに満たない小島。1991年（平成3年）11月1日に横浜市の横浜市登録地域文化財の「地域史跡」に登録された。

## 概要
島には北条政子が近江（滋賀県）琵琶湖竹生島の都久夫須麻神社から弁財天を勧請した琵琶島神社（琵琶島弁財天）があり、陸から伸びた参道と小橋で結ばれている。この社は、源頼朝が三嶋大社から大山祇神を勧請した瀬戸神社の境内社である。
平潟湾の風景は「平潟落雁」（ひらかたのらくがん）として金沢八景の一つであったが、琵琶島や琵琶島神社は近江八景「堅田の落雁」の浮御堂のようには特筆されてはいない。
- 琵琶島神社（琵琶島弁財天）
- 琵琶島にかかる小橋
- 島側から見た赤い小橋
- 平潟湾
国土交通省 国土地理院 地図・空中写真閲覧サービスの空中写真を基に作成。1983年（昭和58年）度撮影。琵琶島は平潟湾の左上端にある。

## 関連文献
- 斎藤長秋 編「巻之二 天璇之部 瀬戸弁財天」『江戸名所図会』 一、有朋堂書店、1927年、652,653,656頁。NDLJP:1174130/332。